# 戴安娜·艾尔哈达
戴安娜·约瑟夫·艾尔哈达（阿拉伯語：ديانا جوزيف فؤاد حداد，1976年10月1日—），黎巴嫩歌手和电视明星，拥有阿联酋国籍。1990年代以来，她成为阿拉伯世界最成功的歌手之一。1996年发行首部单曲《Saken》以来，她曾打破多项记录。艾尔哈达的歌曲风格多样，从节奏感极强的歌曲到轻柔缓慢的歌曲都有。1993年她16岁时开始出名，那时她在贝鲁特的电视节目《Studio El Fan》上表演Elias Abou Azala Tayr El Yammameh 作曲的传统黎巴嫩歌曲，这首歌后来成为她首张专辑《Saken》的曲目之一。
3年后，她发行了首张专辑《Saken》，包括《Saken》、《Lagaitek》和《Al-Sahra》等单曲。1997年发行了另一张成功的专辑《Ahl Al Esheg》，包括《Ahl Al Esheg》等单曲。1990年代她最受欢迎的专辑是《Ammanih》。2000年代她发行了专辑《Awel Marrah》和《Diana 2006》，获得更多好评。2008年10月她发行了第二张海湾阿拉伯语专辑《Men Diana Illa》。